# Списък на деканите на Юридическия факултет на Софийския университет
Това е списък на деканите на Юридическия факултет на Софийския университет от учредяването на длъжността през 1896 г. до днес.  До 1948 г. деканите се избират за академичната година, започваща на 1 октомври.
| №                                                       | Портрет | Име (Роден-Починал)                              | Встъпил в длъжност | Напуснал длъжност | Бележки | Друго |
| ------------------------------------------------------- | ------- | ------------------------------------------------ | ------------------ | ----------------- | --- | --- |
| Декани на Юридическия факултет на Софийския университет |         |                                                  |                    |                   | | |
| 1                                                       |         | Марко Балабанов (1837 – 1921)                    | 1896               | 1897              | Първият декан на Юридическия факултет. Един от първите преподаватели във факултета - по римско право; византийско право и каноническо право. | Първият член на Върховния съд. Общественик, държавник и краен русофил в политиката. |
| 2                                                       |         | Антон Каблешков (1856 – 1917)                    | 1897               | 1898              | Вторият декан. | Племенник на Тодор Каблешков и брат на Никола Каблешков. |
| 3                                                       |         | Бончо Боев (1859 – 1934)                         | 1898               | 1899              | Третият декан. Професор и доктор по право от катедрата по финансова наука и статистика. | Първият юрист избран за ректор. Управител на БНБ. |
| 4                                                       |         | Петър Данчов (1857 – 1913)                       | 1899               | 1900              | Един от първите преподаватели във факултета - по римско право. Doctor juris honoris causa на Женевския университет (1909) по случай 350-годишнината от основаването му.                                                                            | Главен прокурор на Върховния касационен съд; министър на правосъдието и Председател на Върховния касационен съд. |
| 5                                                       |         | Стефан Киров (1861 – 1948)                       | 1900               | 1901              | Ректор на Университета. По време на ректорския му мандат избухва университетска криза (1907). | Първият декан доживял и преживял Деветосептемврийския преврат. |
| 3                                                       |         | Бончо Боев (1859 – 1934)                         | 1901               | 1902              | Създател на Бирническия институт (1892). Член-основател на Българското икономическо дружество (1896). Член на международния статистически институт (1898).                                                                                         | За втори път. |
| 6                                                       |         | Георги Данаилов (1872 – 1939)                    | 1902               | 1903              | Професор в катедрата по политическа икономия. | Народен представител, министър и първи преподавател в България по политическа икономия. |
| 7                                                       |         | Йосиф Фаденхехт (1873 – 1953)                    | 1903               | 1904              | Народен представител, министър на правосъдието и председател на Висшия адвокатски съвет след създаването му със Закона за адвокатите (1925). Участва в изработването на законите за адвокатите (1925) и за задълженията и договорите (1950).       | Един от основателите и ръководителите на Радикалдемократическата партия. |
| 8                                                       |         | Михаил Поповилиев (1873 – 1928)                  | 1904               | 1905              | Ректор на Университета. Преподавател по международно право и енциклопедия на правото. | Като декан и зам-декан е на практика в ръководството на Юридическия факултет цяло десетилетие в годините 1904-1915. |
| 9                                                       |         | Владимир Моллов (1873 – 1925)                    | 1905               | 1906              | Пеналист. Професор в катедрата по наказателно съдопроизводство. | Министър сключил спогодбата „Моллов-Кафандарис“. |
| 6                                                       |         | Георги Данаилов (1872 – 1939)                    | 1906               | 1907              | Извънреден сенатор на Deutsche Akademie в Мюнхен. Изучавал финансовата организация в Прусия, Баден и Бавария. | За втори път. |
| 8                                                       |         | Михаил Поповилиев (1873 – 1928)                  | 1907               | 1909              | | За втори път, два мандата. |
| 5                                                       |         | Стефан Киров (1861 – 1948)                       | 1909               | 1910              | | За втори път. |
| 8                                                       |         | Михаил Поповилиев (1873 – 1928)                  | 1910               | 1911              | | За трети път, четвърти мандат. |
| 5                                                       |         | Стефан Киров (1861 – 1948)                       | 1911               | 1912              | | За трети път. |
| 8                                                       |         | Михаил Поповилиев (1873 – 1928)                  | 1912               | 1914              | | За четвърти път, пети и шести мандат. |
| 10                                                      |         | Венелин Ганев (1880 – 1966)                      | 1914               | 1915              | Първият декан роден след освобождението на България. Преподавател по философия на правото; енциклопедия на правото и търговско право. Министър на правосъдието, народен представител, регент и основател на Лигата за защита на правата на човека. | Висше музикално образование от Женевската консерватория (1901). |
| 11                                                      |         | Петко Стоянов (1879 – 1973)                      | 1915               | 1916              | Професор по финансова наука. | Един от основателите на Свободния университет (1920); министър на финансите (1944-1945), политик и общественик. |
| 10                                                      |         | Венелин Ганев (1880 – 1966)                      | 1916               | 1918              | След мандата му като министър на правосъдието във второто правителство на Теодор Теодоров (1919-1920) участва в Парижката мирна конференция при сключването на Ньойския договор, след която е пълномощен министър във Франция (1920-1922).         | За втори път за два мандата. |
| 12                                                      |         | Тодор Кулев (1878 – 1942)                        | 1918               | 1919              | Пеналист избран за декан. | Политик, председател на Народното събрание и министър на правосъдието. |
| 13                                                      |         | Димитър Мишайков (1883 – 1945)                   | 1919               | 1920              | Професор в катедрата по статистика. | Министър на народното просвещение. |
| 12                                                      |         | Тодор Кулев (1878 – 1942)                        | 1920               | 1921              | | За втори път. |
| 13                                                      |         | Димитър Мишайков (1883 – 1945)                   | 1921               | 1922              | Един от първите преподаватели в България по политическа икономия (1913-1944). | За втори път. |
| 12                                                      |         | Тодор Кулев (1878 – 1942)                        | 1922               | 1923              | | За трети път. |
| 14                                                      |         | Георги Генов (1883 – 1967)                       | 1923               | 1925              | Ректор. Юрист – специализант по международно публично право. | Академик на БАН, автор на изследване по политическа и дипломатическа история на Източния въпрос. Два мандата. |
| 5                                                       |         | Стефан Киров (1861 – 1948)                       | 1925               | 1926              | | За четвърти път. |
| 15                                                      |         | Стефан Баламезов (1883 – 1960)                   | 1926               | 1927              | Преподавател по конституционно право. | На два пъти ректор на Университетата. |
| 16                                                      |         | Любен Диков (1895 – 1973)                        | 1927               | 1929              | Преподавател по и ръководител на катедрата по гражданско право. Първият българин – член на Академията за германско право. | Предлага за първи Doctor juris honoris causa на Университета - Джорджо дел Векио. Осъден от Народния съд и репресиран. Първият декан и ректор доживял и живял при Живковската конституция. |
| 14                                                      |         | Георги Генов (1883 – 1967)                       | 1929               | 1930              | | За втори път. |
| 17                                                      |         | Никола Долапчиев (1897 – 1966)                   | 1930               | 1931              | Професор и доктор по правни науки в катедрата по наказателно право и наказателно съдопроизводство. Ръководител на катедрата 1933-1943 г. | Доктор по право на Берлинския университет (1924). Де факто като зам-председател на БАН в периода 1944-1946 г. е председател на Академията, поради отсъствието на Димитър Михалчев. |
| 18                                                      |         | Никола Саранов (1895 – 1974)                     | 1931               | 1932              | Професор и доктор по право и ръководител на катедрата по наказателно право и наказателно съдопроизводство. | Един от създателите на криминалистиката в България. Отстранен от Университета след деветосептемврийския преврат. |
| 19                                                      |         | Димитър Силяновски (1892 – 1971)                 | 1932               | 1933              | Професор по гражданско съдопроизводство. | Последният юрист избиран за ректор. |
| 20                                                      |         | Любомир Владикин (1891 – 1948)                   | 1933               | 1934              | Професор и доктор по правни, държавни и стопански науки. Ръководител на катедрата по общо държавно и българско конституционно право 1938-1944 г.                                                                                                   | Общественик и писател. Член, секретар и член на Управителния съвет на Съюза на българските писатели и член на Съюза на българските журналисти. Доктор по държавните науки на Вюрцбургския университет (1924). Доктор по стопанските науки на Виенския университет (1924). Лисансие по право на Сорбоната (1932). Асоцииран член на Академиите на науките на Румъния, Югославия, Гърция и Австрия (1934). Член-кореспондент на Италианската академия на науките (1934). Почетен доктор на Университета в Осло (1939). Почетен доктор на Френската академия (1940). |
| 21                                                      |         | Никола Жабински (1888 – 1945)                    | 1934               | 1935              | Професор, доктор и ръководител на катедрата по военнонаказателно право и военнонаказателно съдопроизводство. | Доктор на Лайпцигския университет (1914). Началник на криминалната статистика в Главната дирекция на статистиката и член на Кодификационния съвет. |
| 11                                                      |         | Петко Стоянов (1879 – 1973)                      | 1935               | 1936              | | За втори път. |
| 19                                                      |         | Димитър Силяновски (1892 – 1971)                 | 1936               | 1937              | | За втори път. |
| 20                                                      |         | Любомир Владикин (1891 – 1948)                   | 1937               | 1938              | | За втори път. |
| 22                                                      |         | Славчо Загоров (1898 – 1970)                     | 1938               | 1939              | Професор по статистика и ръководител на катедрата по статистика (1924-1944). | Доктор по държавните науки на Лайпцигския университет (1922). Секретар на Висшия стопански съвет (1923). Главен директор на статистиката (1934-1937). Вещо лице по статистически проучвания на ОН (1939). Професор по статистически проучвания на Станфордския университет (1955). Декан на Факултета по право и държавни науки на Виенския университет (1959-1960). Златен медал на Виена (1969). |
| 23                                                      |         | Христо Тодоров (1881 – 1954)                     | 1939               | 1940              | Професор и доктор по социология в катедрата по стопанска история със социология. | Доктор по науките на Ерлангенския университет (1910). |
| 24                                                      |         | Петко Венедиков (1905 – 1995)                    | 1940               | 1941              | Професор по гражданско и римско право. Ръководител на катедрата по римско право 1937-1950. | |
| 25                                                      |         | Константин Бобчев (1894 – 1976)                  | 1941               | 1942              | Професор и доктор на държавностопанските науки в катедрата по политическа икономия. | Доктор на държавностопанските науки на Фрайбургския университет (1924). |
| 26                                                      |         | Иван Апостолов (1910 – 1981)                     | 1942               | 1943              | Професор по гражданско право в катедрата по гражданско право. | Отстранен по политически причини от Университета (1949). Член на работна група за изготвяне на Граждански кодекс. |
| 24                                                      |         | Петко Венедиков (1905 – 1995)                    | 1943               | 1945              | | За втори път за два мандата. |
| 18                                                      |         | Никола Саранов (1895 – 1974)                     | 1945               |                   | | Избран за втори път, но остранен по политически причини. |
| 27                                                      |         | Любен Василев (1911 – 1971)                      | 1945               | 1947              | Професор и доктор по гражданско право в катедрата по гражданско право. | Директор на института за държавата и правото при БАН (1950-1971). |
| 28                                                      |         | Цеко Торбов (1899 – 1987)                        | 1947               | 1948              | Професор, доктор по право и доктор по философия. | Секретар на философския клуб и на философското социологическо дружество (1931-1945). Член-основател на Съюза на преводачите в България и чуждестранни философски дружества, като е почетен член на старото немско дружество на Кант. Преводач на български език на трудовете на Имануел Кант. Последният декан избран за академичната година. |
| 29                                                      |         | Любомир Радоилски (1908 – 1968)                  | 1948               | 1952              | Професор (1950) и ръководител на катедрата по гражданско право (1959-1968). | Председател на славянското дружество в България (1950-1968). |
| 30                                                      |         | Борис Спасов (1912 – 2002)                       | 1952               | 1955              | Професор и ръководител на катедрата по държавно право (1952-1983). | Околийски съдия в Скопие по време на Втората световна война. |
| 31                                                      |         | Слава Митовска (1908 – неизвестна дата на смърт) | 1955               | 1957              | Професор в катедрата по международно право и история на международните отношения. | Председател на Българската асоциация по морско право. Слава Стефанова Митовска е първата и единствена жена декан на Юридическия факултет. |
| 30                                                      |         | Борис Спасов (1912 – 2002)                       | 1957               | 1958              | | За втори път. |
| 32                                                      |         | Нисим Меворах (1891 - 1968)                      | 1958               | 1962              | Професор и доктор в катедрата по гражданско право. | Пълномощен министър във Вашингтон по време когато САЩ прекъсват дипломатическите си отношения с България в началото на студената война (1947-1948). През 1959 г. при деканството на Нисим Меворах българо-американските отношения на дипломатическо ниво са възстановени. |
| 33                                                      |         | Витали Таджер (1922 - 1999)                      | 1962               | 1964              | Професор и доктор на юридическите науки. | |
| 30                                                      |         | Борис Спасов (1912 – 2002)                       | 1964               | 1966              | | За трети път. |
| 34                                                      |         | Георги Костадинов (1919 - 1995)                  | 1966               | 1970              | Професор и доктор в катедрата по държавноправни и административноправни науки. | |
| 35                                                      |         | Стефан Павлов (1914 – 1993)                      | 1970               | 1973              | Професор по наказателен процес. | |
| 36                                                      |         | Костадин Лютов (1927 – 1987)                     | 1973               | 1977              | Професор и доктор по право в катедрата по наказателно право. | Главен прокурор в периода 1981-1987 години. |
| 37                                                      |         | Янко Векилов (1930 – 1984)                       | 1977               | 1979              | Професор и доктор в катедрата по международно право и международни отношения. | |
| 38                                                      |         | Георги Бойчев (1936 – 2020)                      | 1979               | 1983              | Професор и доктор на юридическите науки в катедрата по история на държавата и правото. | |
| 39                                                      |         | Живко Миланов (1927 – 2017)                      | 1983               | 1989              | Професор и доктор по право в катедрата по държавноправни и административноправни науки. | |
| 40                                                      |         | Евгени Танчев (1952 – )                          | 1989               | 1991              | Професор и доктор в катедрата по конституционноправни науки. | Член на Конституционния съд (2003-2012). |
| 41                                                      |         | Георги Петканов (1947 – 2015)                    | 1991               | 1995              | Професор и доктор в катедрата по административноправни науки. | Политик и министър на вътрешните работи и на правосъдието. |
| 42                                                      |         | Дончо Хрусанов (1947 – 2021)                     | 1995               | 2003              | Професор и доктор в катедрата по административноправни науки. | |
| 43                                                      |         | Димитър Токушев (1946 - )                        | 2003               | 2006              | Професор и доктор в катедрата по теория и история на държавата и правото. | |
| 44                                                      |         | Тенчо Дундов (1953 - )                           | 2006               | 2011              | Професор и доктор по право в катедрата по теория и история на държавата и правото. | Завършил Юридическия факултет на Софийския университет, но хабилитиран като доктор по право във ВИПОНД (1988). |
| 45                                                      |         | Сашо Пенов (1960 – )                             | 2011               | 2019              | Професор и доктор в катедрата по административноправни науки. | |
| 46                                                      |         | Даниел Вълчев (1962 - )                          | 2019               |                   | Професор в катедра "Теория и история на държавата и правото". | Народен представител и министър на образованието и науката. |